# 小行星3023
小行星3023（3023 Heard）是一颗围绕太阳公转的小行星。1981年5月5日，愛德華·鮑威爾在可可尼诺县发现了此天体。
該小行星以加拿大天文學家約翰·弗雷德里克·赫德（John Frederick Heard）命名。
这颗小行星的绝对星等为344.504987820032等。